# Fârliug
Fârliug is een Roemeense gemeente in het district Caraș-Severin.
Fârliug telt 1886 inwoners.